# II-divisioona 2017
La II-divisioona 2017 è la 24ª edizione del campionato di football americano di terzo livello, organizzato dalla SAJL.

## Squadre partecipanti
| Club                     | Città    | Stadio | Sponsor ufficiale | Risultato nella stagione 2016 |
| ------------------------ | -------- | ------ | ----------------- | ----------------------------- |
| Hanko Sun City           | Hanko    |        |                   |                               |
| Helsinki Wolverines Blue | Helsinki |        |                   |                               |
| Kotka Eagles             | Kotka    |        |                   |                               |
| Mikkeli Bouncers         | Mikkeli  |        |                   |                               |
| Nokia Ghosthunters       | Nokia    |        |                   |                               |
| Oulu Northern Lights     | Oulu     |        |                   |                               |
| Pori Bears               | Pori     |        |                   |                               |
| Vantaan TAFT             | Vantaa   |        |                   |                               |

## Stagione regolare

### Calendario

#### 1ª giornata
| Hanko 20 maggio 2017, ore 14:00 | Hanko Sun City | 12 – 54 | Helsinki Wolverines Blue | Rukki Arena |

| Pori 20 maggio 2017, ore 15:00 | Pori Bears | 30 – 15 | Mikkeli Bouncers | Porin urheilukeskus |

| Kotka 20 maggio 2017, ore 16:00 | Kotka Eagles | 48 – 16 | Oulu Northern Lights | Karhulan keskuskenttä |

#### 2ª giornata
| Kotka 27 maggio 2017, ore 13:00 | Kotka Eagles | 30 – 0 | Mikkeli Bouncers | Puistolan urheilukenttä |

| Oulu 27 maggio 2017, ore 13:00 | Oulu Northern Lights | 28 – 21 | Pori Bears | Castrenin urheilukeskus |

| Helsinki 27 maggio 2017, ore 14:00 | Helsinki Wolverines Blue | 49 – 6 | Nokia Ghosthunters | Brahenkenttä |

#### Anticipo
| Hanko 3 giugno 2017, ore 15:00 | Hanko Sun City | 22 – 3 | Kotka Eagles | Rukki Arena |

#### 3ª giornata
| Mikkeli 10 giugno 2017, ore 14:00 | Mikkeli Bouncers | 8 – 34 | Oulu Northern Lights | Urpolan tekonurmi |

| Pori 10 giugno 2017, ore 15:00 | Pori Bears | 18 – 20 | Kotka Eagles | Porin urheilukeskus |

| Nokia 10 giugno 2017, ore 16:00 | Nokia Ghosthunters | 6 – 46 | Hanko Sun City | Menkalan Tekonurmi |

#### 4ª giornata
| Helsinki 17 giugno 2017, ore 15:00 | Helsinki Wolverines Blue | 33 – 25 | Oulu Northern Lights | Brahenkenttä |

| Nokia 17 giugno 2017, ore 16:00 | Nokia Ghosthunters | 0 – 29 | Pori Bears | Menkalan Tekonurmi |

#### 5ª giornata
| Kotka 1º luglio 2017, ore 13:00 | Kotka Eagles | 40 – 0 | Nokia Ghosthunters | Puistolan urheilukenttä |

| Mikkeli 1º luglio 2017, ore 14:00 | Mikkeli Bouncers | 3 – 30 | Helsinki Wolverines Blue | Urpolan tekonurmi |

| Oulu 1º luglio 2017, ore 18:00 | Oulu Northern Lights | 20 – 21 | Hanko Sun City | Castrenin urheilukeskus |

#### 6ª giornata
| Hanko 8 luglio 2017, ore 14:00 | Hanko Sun City | 58 – 7 | Mikkeli Bouncers | Rukki Arena |

| Helsinki 8 luglio 2017, ore 15:00 | Helsinki Wolverines Blue | 19 – 37 | Pori Bears | Brahenkenttä |

| Tampere 8 luglio 2017, ore 17:00 | Nokia Ghosthunters | 20 – 36 | Oulu Northern Lights | Pyynikin urheilukenttä |

#### 7ª giornata
| Mikkeli 22 luglio 2017, ore 14:00 | Mikkeli Bouncers | 47 – 0 | Nokia Ghosthunters | Urpolan tekonurmi |

| Pori 22 luglio 2017, ore 15:00 | Pori Bears | 6 – 47 | Hanko Sun City | Porin urheilukeskus |

| Kotka 23 luglio 2017, ore 13:00 | Kotka Eagles | 57 – 0 | Helsinki Wolverines Blue | Puistolan urheilukenttä |

#### 8ª giornata
| Oulu 29 luglio 2017, ore 12:00 | Oulu Northern Lights | 22 – 40 | Kotka Eagles | Castrenin urheilukeskus |

| Helsinki 29 luglio 2017, ore 13:00 | Helsinki Wolverines Blue | 23 – 15 | Hanko Sun City | Brahenkenttä |

| Mikkeli 30 luglio 2017, ore 14:00 | Mikkeli Bouncers | 8 – 35 | Pori Bears | Urpolan tekonurmi |

#### 9ª giornata
| Nokia 5 agosto 2017 | Nokia Ghosthunters | 0 – 30 (d.g.s.) | Helsinki Wolverines Blue | Menkalan Tekonurmi |

| Pori 5 agosto 2017, ore 13:00 | Pori Bears | 36 – 20 | Oulu Northern Lights | Porin urheilukeskus |

| Mikkeli 5 agosto 2017, ore 14:00 | Mikkeli Bouncers | 0 – 42 | Kotka Eagles | Urpolan tekonurmi |

#### 10ª giornata
| Oulu 12 agosto 2017, ore 12:00 | Oulu Northern Lights | 33 – 0 | Mikkeli Bouncers | Castrenin urheilukeskus |

| Kotka 12 agosto 2017, ore 13:00 | Kotka Eagles | 61 – 0 | Pori Bears | Puistolan urheilukenttä |

| Hanko 12 agosto 2017, ore 14:00 | Hanko Sun City | 59 – 0 | Nokia Ghosthunters | Rukki Arena |

### Classifica
La classifica della regular season è la seguente:
- PCT = percentuale di vittorie, G = partite giocate, V = partite vinte,  P = partite perse, PF = punti fatti, PS = punti subiti

| Pos. | Squadra                  | PCT  | G | V | N | P | PF  | PS  |
| ---- | ------------------------ | ---- | - | - | - | - | --- | --- |
| 1    | Kotka Eagles             | .889 | 9 | 8 | 0 | 1 | 341 | 78  |
| 2    | Helsinki Wolverines Blue | .750 | 8 | 6 | 0 | 2 | 238 | 155 |
| 3    | Hanko Sun City           | .750 | 8 | 6 | 0 | 2 | 280 | 119 |
| 4    | Pori Bears               | .556 | 9 | 5 | 0 | 4 | 212 | 218 |
| 5    | Oulu Northern Lights     | .444 | 9 | 4 | 0 | 5 | 234 | 227 |
| 6    | Mikkeli Bouncers         | .111 | 9 | 1 | 0 | 8 | 88  | 292 |
| 7    | Nokia Ghosthunters       | .000 | 8 | 0 | 0 | 8 | 32  | 336 |
| 8    | Vantaan TAFT             | -    | - | - | - | - | -   | -   |

## Playoff

### Tabellone
|  | Semifinali | Semifinali               | Semifinali |                |    | VII Rautamalja | VII Rautamalja | VII Rautamalja |  |
|  |            |                          |            |                |    |                |                |                |  |
|  | 1          | Kotka Eagles             | 42         |                |    |                |                |                |  |
|  | 1          | Kotka Eagles             | 42         |                |    |                |                |                |  |
|  | 4          | Pori Bears               | 6          |                |    |                |                |                |  |
|  | 4          | Pori Bears               | 6          |                | 1  | Kotka Eagles   | 33             |                |  |
|  |            |                          |            |                | 1  | Kotka Eagles   | 33             |                |  |
|  |            |                          | 3          | Hanko Sun City | 21 |                |                |                |  |
|  | 3          | Hanko Sun City           | 3          | Hanko Sun City | 21 | 36             |                |                |  |
|  | 3          | Hanko Sun City           |            |                |    |                |                |                |  |
|  | 2          | Helsinki Wolverines Blue | 6          |                |    |                |                |                |  |

### Semifinali
| Helsinki 19 agosto 2017, ore 11:30 | Helsinki Wolverines Blue | 6 – 36 | Hanko Sun City | Brahenkenttä |

| Kotka 19 agosto 2017, ore 14:00 | Kotka Eagles | 42 – 6 | Pori Bears | Puistolan urheilukenttä |

### VII Rautamalja
| Kotka 26 agosto 2017, ore 15:00 | Kotka Eagles | 33 – 21 | Hanko Sun City | Puistolan urheilukenttä |

## Verdetti
- Kotka Eagles Vincitori del Rautamalja 2017